# Папарацо лов
Папарацо лов познато и као Папарацо потера је српска емисија, која се емитује на каналу Пинк ТВ од 10. марта 2009. године.

## Опис
Емисија емитује видео снимке и фотографије јавних личности из Србије и региона које су урадили папараци. Након што су емисију напустиле водитељке Сандра Черин и Милица Кон, нова водитељка је Ана Пендић Радош.
У досадашњим епизодама, највише праћене јавне личности од стране папараца су: Светлана Цеца Ражнатовић, Јелена Карлеуша, Наташа Беквалац, Радмила Манојловић, Милица Павловић, Сораја Вучелић, Станија Добројевић, Јелена Јовановић, Дара Бубамара, Милан Калинић, Бранислав Лечић...

## Водитељке

### Тренутна водитељка
- Катарина Николић (2025)

### Бивше водитељке
- Сандра Черин (2009-2013)
- Милица Кон (2013-2014)
- Ана Пендић Радош (2013-2025)